# アルカンタラ
アルカンタラ（Alcántara）は、スペイン・エストレマドゥーラ州カセレス県のムニシピオ（基礎自治体）。タホ川の河岸にある。

## 歴史
イスラム勢力支配下時代、町はアル＝カンタラト（"al-Qantarat" ( القنطرة)、放水路を意味する）と呼ばれていた。1167年、レオン王フェルナンド2世がイスラム勢力から町を奪還。1172年、アルモハド朝が再び占領し、1221年にレオン王アルフォンソ9世のレコンキスタによってようやく解放された。このように、キリスト教国とイスラム勢力の衝突する辺境であったことから、1166年にレオン王国がアルカンタラ騎士団を創設し、レコンキスタを戦った。騎士団に付属していた施設として、サン・ベニート・デ・アルカンタラ修道院（es）がある。
アルカンタラには、トラヤヌス帝時代の103年から106年に建設された、全長194m、高さ71mのアルカンタラ橋がある。この橋は、ノルバからコニンブリガまでのローマ道の一部であった。

## 人口
| アルカンタラの人口推移 1900－2010                       |
|                                                         |
| 出典:INE（スペイン国立統計局）1900年 - 1991年、1996年 - |

## 政治
自治体首長はエストレマドゥーラ国民党-エストレマドゥーラ統一（PP-EU）のルイス・マリオ・ムーニョス・ニエート（Luis Mario Muñoz Nieto）で、自治体評議員はエストレマドゥーラ国民党-エストレマドゥーラ統一：5、エストレマドゥーラ社会労働党（Partido Socialista Obrero Español de Extremadura）：4となっている（2011年5月22日の自治体選挙結果、得票順）。
| 1999年6月13日自治体選挙 |        |        |          |
| 政党                    | 得票数 | 得票率 | 獲得議席 |
| PSOE                    | 557    | 43.18% | 4        |
| PP                      | 362    | 28.06% | 3        |
| EU                      | 224    | 17.36% | 1        |
| IU-CE                   | 114    | 8.84%  | 1        |

| 2003年5月25日自治体選挙 |        |        |          |
| 政党                    | 得票数 | 得票率 | 獲得議席 |
| PSOE                    | 457    | 35.70% | 4        |
| EU                      | 304    | 23.75% | 2        |
| PP                      | 288    | 22.50% | 2        |
| IU-SIEX                 | 211    | 16.48% | 1        |

| 2007年5月27日自治体選挙 |        |        |          |
| 政党                    | 得票数 | 得票率 | 獲得議席 |
| PSOE                    | 535    | 43.96% | 4        |
| PP-EU                   | 367    | 30.16% | 3        |
| IPEX                    | 179    | 14.71% | 1        |
| IU-SIEX                 | 119    | 9.78%  | 1        |

| 2011年5月22日自治体選挙 |        |        |          |
| 政党                    | 得票数 | 得票率 | 獲得議席 |
| PP-EU                   | 624    | 52.75% | 5        |
| PSOE                    | 485    | 41.00% | 4        |
| IU-V-SIEX               | 55     | 4.65%  | 0        |

### 司法行政
アルカンタラはカセレス司法管轄区に属す。